# Теттигония
Тетигония (лат. Tettigonia) — род насекомых из семейства Настоящие кузнечики отряда прямокрылых. 

## Название
Латинское название Tettigonia происходит от латинизированного др.-греч. τέττιξ (цикада).

## Ареал
Виды рода Теттигония обитают в Европе, Северной Африке и Азии. Около 15 видов встречаются в Палеактике, из них 5 видов в России.

## Описание
Тело крупное, одноцветное, зелёного или коричневатого цвета. Переднегрудка снизу с парой длинных, тонких шипов. Переднеспинка без продольного киля. Бёдра передних ног длиннее переднеспинки. Надкрылья вполне развитые, на вершине закруглённые, в 3–7 раз длиннее переднеспинки. Яйцеклад длинный, прямой, в 2,7–4,3 раза длиннее переднеспинки.  

## Виды
Род включает следующие виды:
- Tettigonia armeniaca Tarbinsky, 1940
- Tettigonia balcanica Chobanov & Lemonnier-Darcemont, 2014
- Tettigonia bricei Greenwalt & Rust, 2014
- Tettigonia cantans (Fuessly, 1775) — Кузнечик певчий
- Tettigonia caudata (Charpentier, 1842) — Кузнечик хвостатый
- Tettigonia chinensis Willemse, 1933
- Tettigonia chitralensis Sultana, Panhwar & Wagan, 2015
- Tettigonia dolichoptera Mori, 1933 — Длиннокрылый кузнечик
- Tettigonia hispanica Bolívar, 1893
- Tettigonia ibuki Furukawa, 1938
- Tettigonia jungi Storozhenko, Kim & Jeon, 2015
- Tettigonia krugeri Massa, 1998
- Tettigonia longispina Ingrisch, 1983
- Tettigonia macrocephalus (Fischer von Waldheim, 1846)
- Tettigonia longispina Ingrisch, 1983
- Tettigonia macroxipha (Bolívar, 1914)
- Tettigonia orientalis Uvarov, 1924
- Tettigonia savignyi (Lucas, 1849)
- Tettigonia silana Capra, 1936
- Tettigonia tsushimensis Ogawa, 2003
- Tettigonia ussuriana Uvarov, 1939 — Уссурийский зелёный кузнечик
- Tettigonia uvarovi Ebner, 1946
- Tettigonia viridissima (Linnaeus, 1758) typus — Зелёный кузнечик
- Tettigonia yama Furukawa, 1938

## Иллюстрации

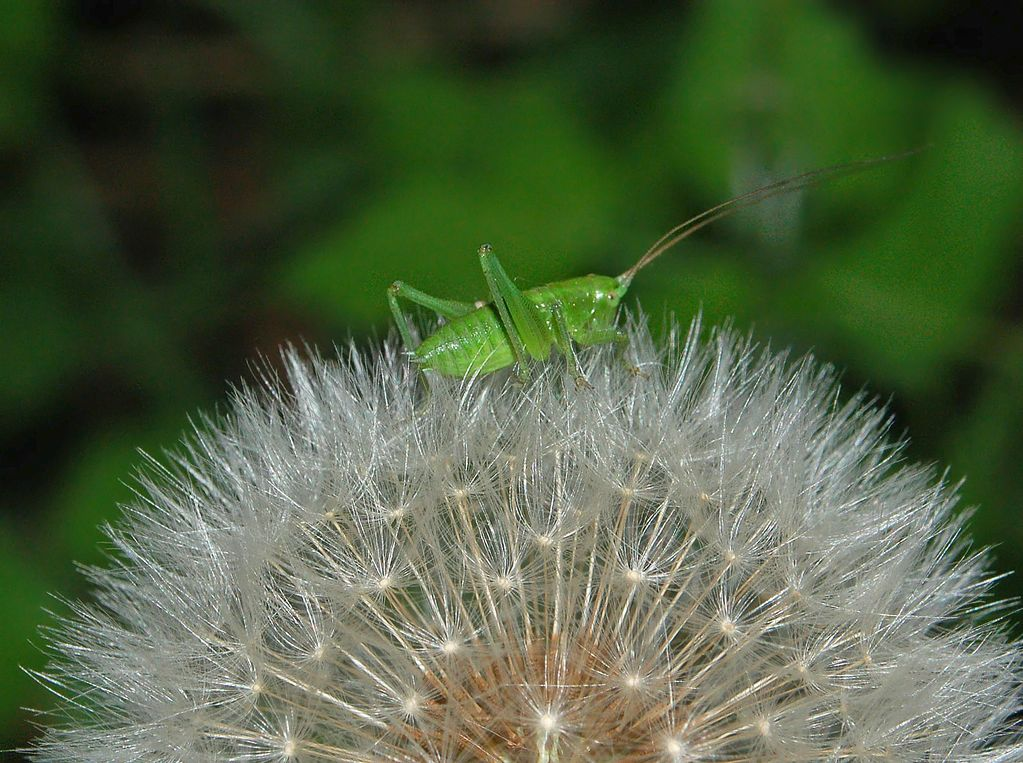
Tettigonia sp., нимфа
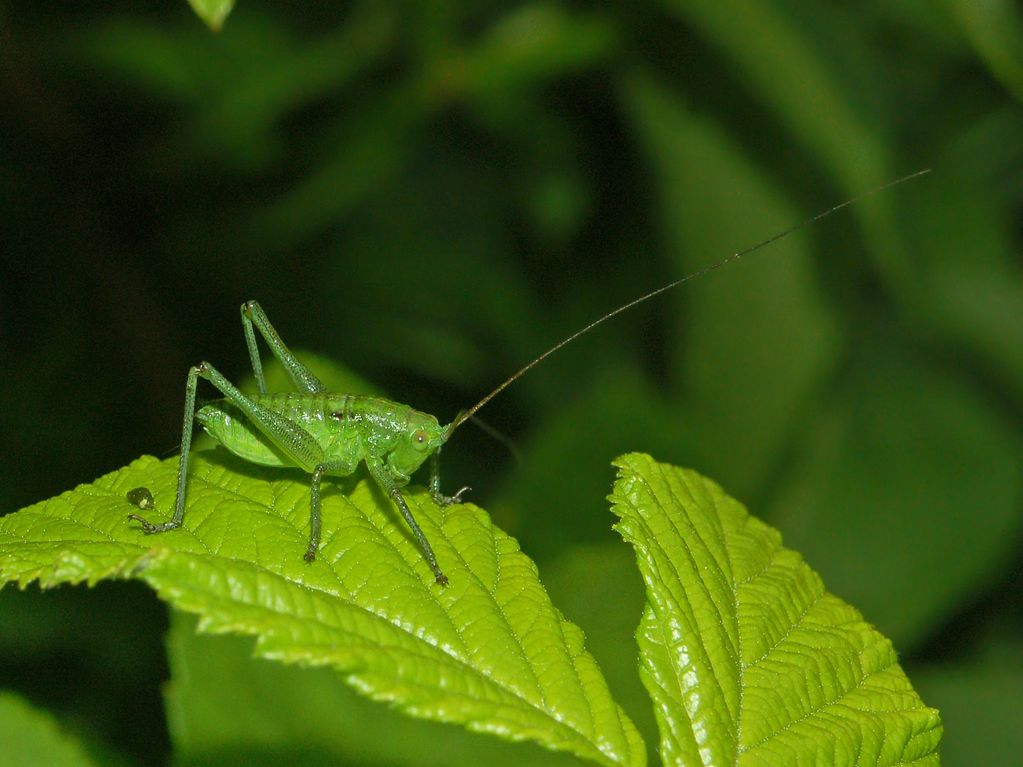
Tettigonia sp., нимфа
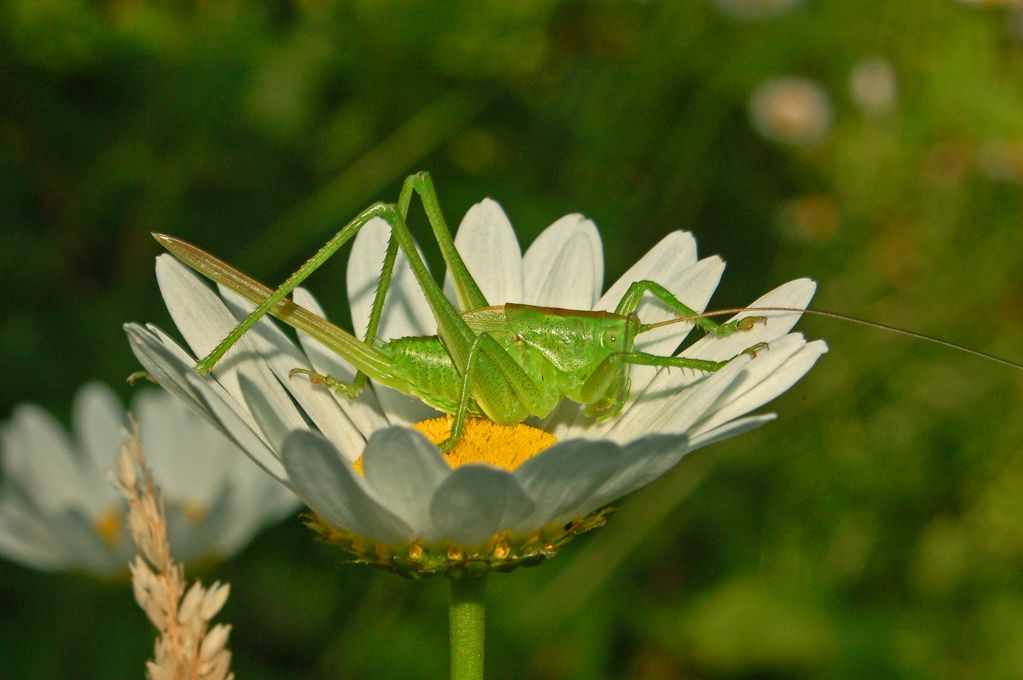
Tettigonia sp., молодая самка
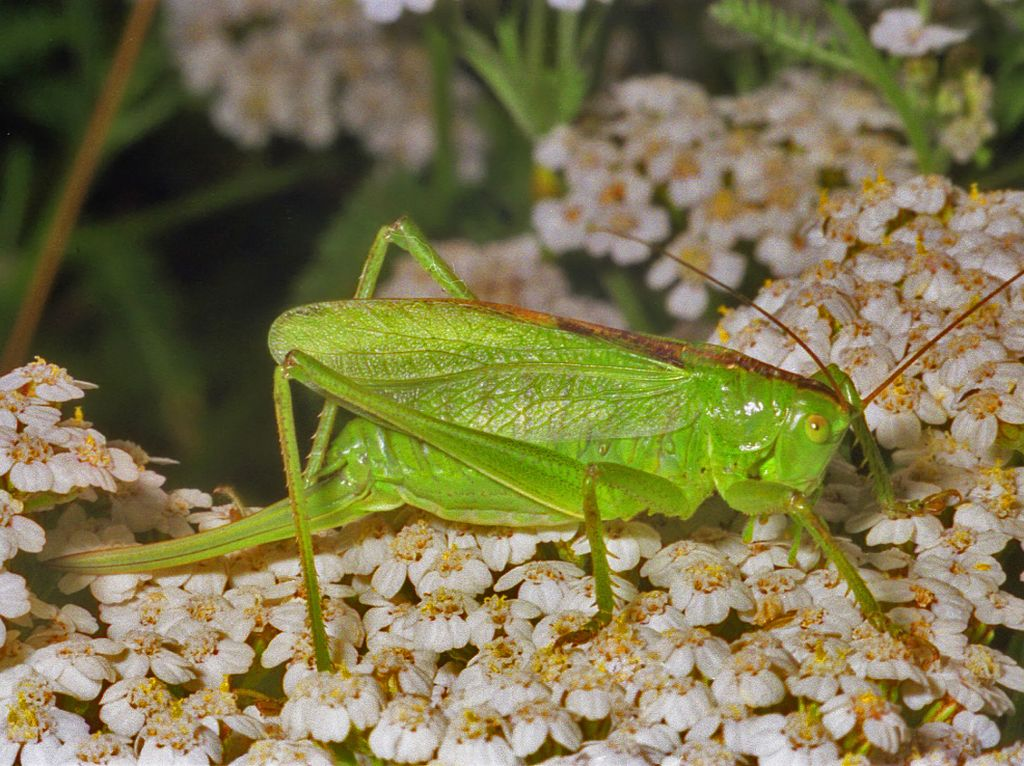
Tettigonia cantans, самка
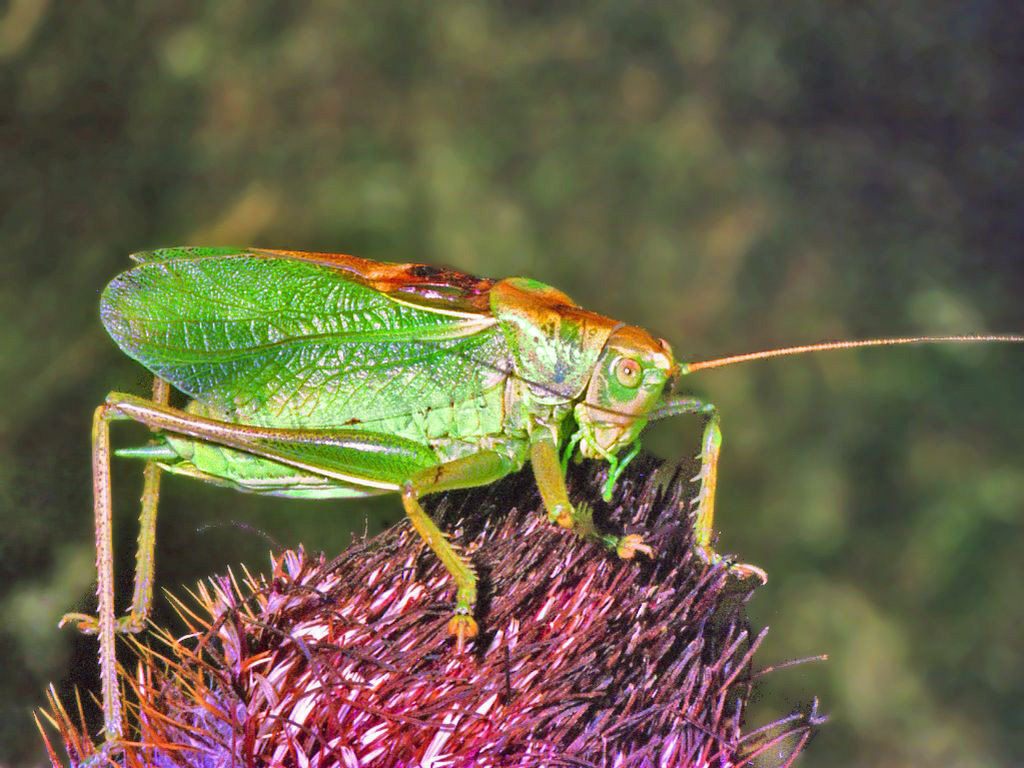
Tettigonia cantans, самец
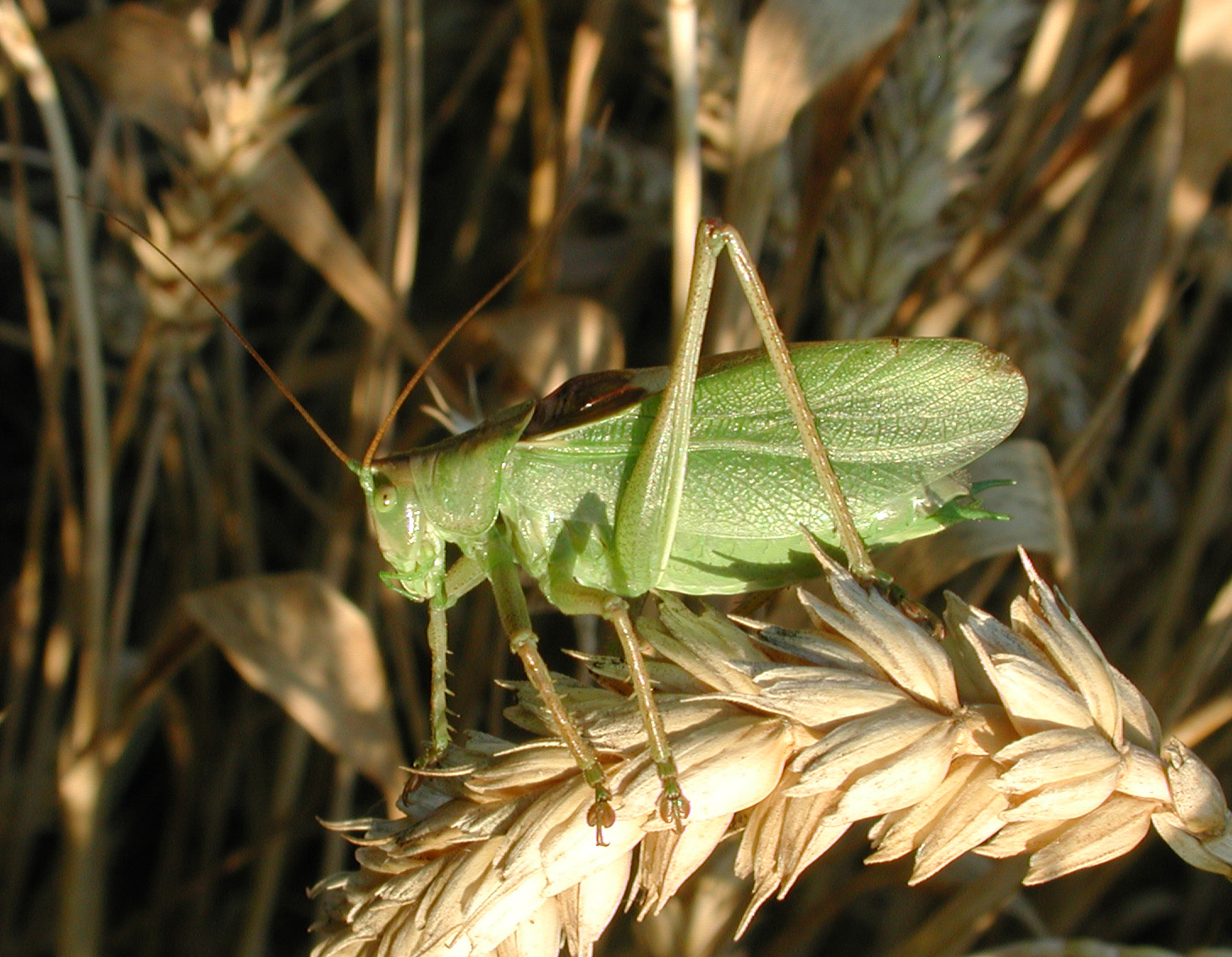
Tettigonia cantans
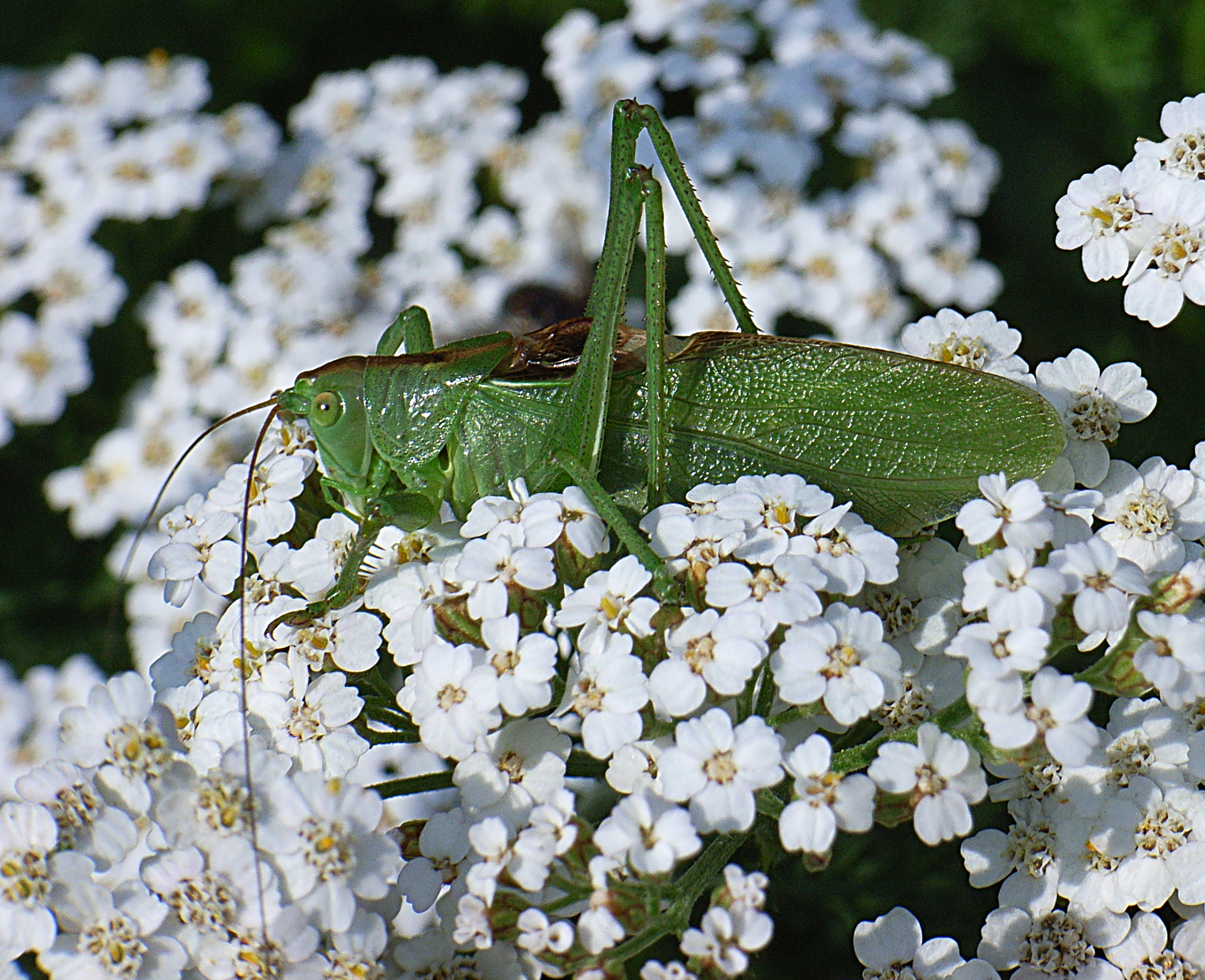
Tettigonia cantans
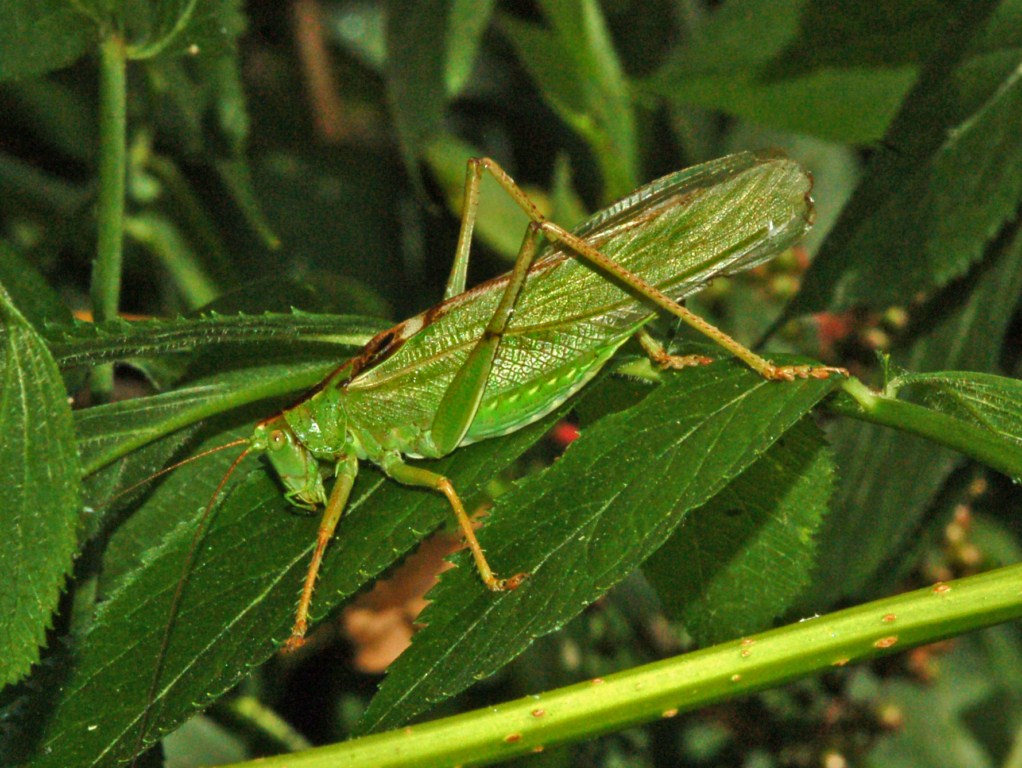
Tettigonia viridissima, самец
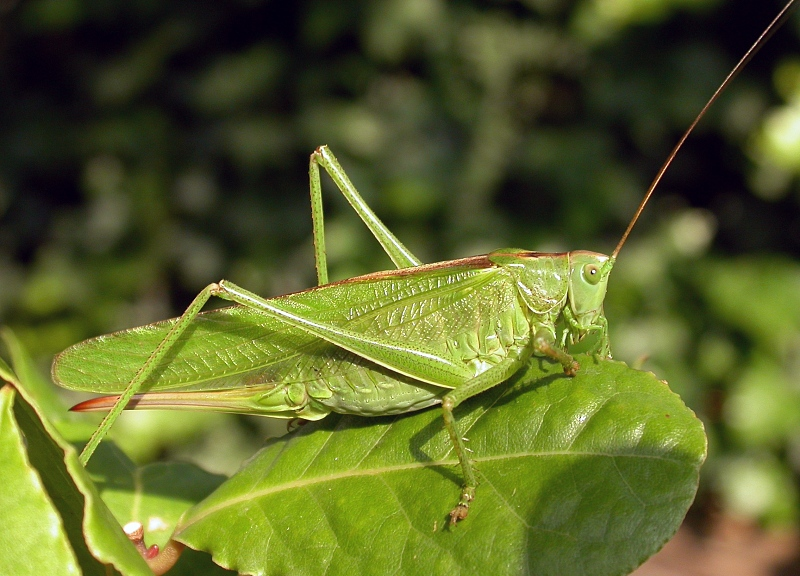
Tettigonia viridissima, самка